# Damast
Damast je tkanina z vtkanim vzorcem, ki pa ni vezana na določeno vrsto vlaken.
Ime ima po mestu Damasku v Siriji, od koder je izvirala težka, svilena tkanina. Damast so najprej izdelovali na Kitajskem, potem pa se je preko Indije, Perzije in Sirije razširil v Evropo. Blago iz Damaska je bilo tako priljubljeno, da je dalo ime tej tkanini.
Vzorec dosežemo z menjavo različnih vrst atlasovega tkanja. Ker je blago iz vlaken v eni barvi, je vzorec nevsiljiv in viden predvsem pri poševno padajoči svetlobi.
Bolj zapletene vzorce morajo tkati na Jacquardovih tkalnih strojih. Take tkanine z menjajočim se načinom tkanja se imenujejo žakard (po izumitelju tkalnih strojev Jacquardu). Le če se menja atlasova vezava (vzorec ima svetlečo stran spredaj, prostor med vzorci pa mat stran spredaj), se taka tkanina imenuje damast.
V preteklosti so damast veliko uporabljali za izdelavo oblek, danes pa je v rabi predvsem za tapeciranje pohištva in prte.